# Bob Tinning
Robert Noel Tinning (født 25. december 1925, død 19. maj 2001) var en australsk roer.
Tinning var med til at vinde guld ved Commonwealth Games i 1950 i otter for Australien.
Tinning var en del af den australske otter, der deltog i OL 1952 i Helsinki. Den øvrige besætning i båden bestod af Dave Anderson, Ernest Chapman, Nimrod Greenwood, Geoff Williamson, Mervyn Finlay, Edward Pain, Phil Cayzer og styrmand Tom Chessell. Australierne blev nummer to i deres indledende heat, nummer tre i semifinalen, hvorpå de sikrede sig adgang til finalen med sejr i semifinaleopsamlingsheatet. I finalen var den amerikanske båd overlegne og vandt guld foran Sovjetunionen, mens australierne vandt bronze.

## OL-medaljer
- 1952:  Bronze i otter